# Malcolm J. Bosse
Malcolm Joseph Bosse (* 6. Mai 1926 in Detroit; † 3. Mai 2002 in New York City) war ein US-amerikanischer Schriftsteller und Universitätslehrer für englische Literatur, der sowohl Jugend- als auch Erwachsenen-Romane (Thriller, Kriminalromane, Historische Romane) verfasste, die zum überwiegenden Teil auf seinen langjährigen Erfahrungen in Asien beruhten und deren Grundstimmung religiöse Toleranz bildete.

## Leben
Malcolm Joseph Bosse wuchs in Moline in Illinois auf.
Nach dem Studium der Literaturwissenschaften an der Yale University 1950 machte er seinen Magister an University of Michigan im Jahr 1956. Daran schloss sich der Dienst bei der U.S. Navy in Vietnam an, wo er 1959 seine erste Novelle Journey of Tao Kim Nam verfasste. Manche Quellen berichten darüber hinaus von einem Dienst in der Handelsmarine in Asien. Später unterrichtete Malcom J. Bosse zwischen 1969, dem Jahr, in dem er einen Ph.D. in Literatur an der New York University erlangte, und 1992 Englische Literatur am City College of New York in Manhattan.
Insbesondere in den 1970er Jahren trat er auch als kommentierender Herausgeber von Werken Daniel Defoes, Charles Gildons, Mary de la Rivière Manleys und Jonathan Swifts hervor.
Die Handlungen seiner – meist historischen – Romane spielen oft in Asien, wie zum Beispiel in China, Indochina oder Indien. Er ist bekannt für gelungene Inszenierungen fiktiver Charaktere vor einem geschichtlich belegten Hintergrund und umfassende Darstellungen sowohl der historischen als auch kulturellen Gegebenheiten der von ihm beschriebenen Zeit. Fast alle seiner Werke sind seit 1974 ins Deutsche zeitnah zur englischen Veröffentlichung übersetzt worden und erfuhren diverse Neuauflagen bei verschiedenen Verlagen. Für sein Buch Ganesh oder eine neue Welt (ISBN 3-423-07850-2) erhielt er 1983 den Deutschen Jugendliteraturpreis in der Kategorie Jugendbuch.
Malcolm J. Bosse war insgesamt dreimal verheiratet. Über den Eheschluss und die Ehedauer mit Janet Cowan sind keine Details bekannt. Mit Marie-Claude Aullas war er von 1969 bis zu der Scheidung unbekannten Datums verheiratet. Aus dieser Ehe stammt ein Kind. Seine letzte Ehe mit Laura L. Mack, aus der ebenfalls ein Kind stammte, dauerte von 1996 bis zu seinem Tod. Er starb am 3. Mai 2002 im Alter von 75 Jahren an Speiseröhrenkrebs.

## Werk
Englisch
- Journey of Tao Kim Nam, 1959
- The Incident at Naha, 1972
- The Man Who Loved Zoos, 1974
- (Mitherausgeber) The Flowering of the Novel, 1975
- The Seventy-nine Squares. New York: Thomas J. Crowell. 1979. ISBN 0-690-03999-9.
- Cave beyond Time, 1980[7]
- Ganesh (young adult), 1981, neu herausgegeben unter dem Titel Ordinary Magic, 1993
- The Barracuda Gang, New York: Dutton: Lodestar Books: 1982. ISBN 0-525-66737-7.
- The Warlord: A Novel. New York: Simon And Schuster. 1983. ISBN 0-671-44332-1
- Fire in Heaven New York: Simon and Schuster. 1985 ISBN 0-671-47080-9.
- Captives of Time, New York: Delacorte Press: 1987. ISBN 0-385-29583-9.
- Strangers at the Gate, 1989
- Mister Touch, 1991
- The Vast Memory of Love, New York: Ticknor & Fields: 1992. ISBN 0-395-62943-8.
- Deep Dream of the Rain Forest, 1993
- The Examination, 1994
- Tusk and Stone, 1995

In deutscher Übersetzung
- Schon damals in Naha. (The incident at Naha) Kriminalroman. Deutsch von Klaus Prost. Rowohlt, Reinbek bei Hamburg 1974, ISBN 3-499-42321-9
- Sterben ist die erste Bürgerpflicht. ( The man who loved zoos) Kriminalroman. Deutsch von Klaus Prost. Rowohlt, Reinbek bei Hamburg 1976, ISBN 3-499-42394-4; auch als Ein echter Q-Agent,  von Schröder, Düsseldorf 1986, ISBN 3-547-71459-1 in identischer Übersetzung veröffentlicht.
- Ganesh oder eine neue Welt. (Ganesh) Aus dem Amerikanischen von Wolf Harranth, Benziger Verlag, Zürich/Köln 1982, ISBN 3-545-33096-6
- Die Traumhöhle (Cave beyond time) Deutsch von Fred Schmitz, Benziger Verlag, Zürich/Köln 1983, ISBN 3-545-32221-1
- Ein Garten so groß wie die Welt. (The seventy-nine squares). Aus dem Amerikanischen von Wolf Harranth, Benziger Verlag, Zürich/Köln 1984, ISBN 3-545-33112-1[8]
- Warlord. (The Warlord) Deutsch von Ulrike von Puttkamer und Christian Spiel, von Schröder, Düsseldorf 1984, ISBN 3-547-71458-3; auch als Drachenblut und Lotusblüte, Bertelsmann Club, Gütersloh 1987 veröffentlicht.
- Feuer am Himmel (Fire in Heaven). Deutsch von Ulrike von Puttkamer und Christian Spiel, von Schröder, Düsseldorf 1986, ISBN 3-547-71460-5
- Im Banne der Zeit (Captives of time). Deutsch von Charlotte Franke, Marion-von-Schröder-Verlag, Düsseldorf 1988, ISBN 3-547-71461-3
- Dalang. Aus dem Amerikanischen von Marianne Schulz-Rubach, Econ Verlag, Düsseldorf/Wien/New York 1990, ISBN 3-430-11462-4
- In der Maske der Mönche. Aus dem Amerikanischen von Gerhard Beckmann, Econ-Verlag, Düsseldorf u. a. 1994, ISBN 3-430-11463-2
- Der Khan. Aus dem Englischen von Elfie Deffner, Scherz Verlag, Bern/München/Wien 1995.
- Die Prüfung oder die abenteuerliche Reise der Brüder Chen und Hong. (The examination) Aus dem Amerikanischen von Lothar Schneider, Hanser Verlag, München/Wien 1996, ISBN 3-446-18237-3[9]
- Alles unter dem Himmel. Aus dem Amerikanischen von Hans Link, Hanser Verlag, München/Wien 1998, ISBN 3-502-10059-4
- Der große Traum vom Regenwald. Aus dem Amerikanischen von Marion Balkenhol, Fischer-Taschenbuch-Verlag, Frankfurt am Main 1997, ISBN 3-596-80095-1
- Der Elefantenreiter. (Tusk and stone) Aus dem Amerikanischen von Ulli und Herbert Günther, Hanser Verlag, München/Wien 1998, ISBN 3-446-19261-1
- Zeit der Stürme (Nothing like us). Aus dem Englischen von Hans Link, Fischer Taschenbuch Verlag, Frankfurt am Main 2003, ISBN  3-596-50721-9

als wissenschaftlicher Herausgeber
- Daniel Defoe: Memoirs of a Cavalier. Ed. Malcolm J. Bosse, New York 1972
- Charles Gildon: The Post-Man Robb´d of His Mail: or The Packet broke open Ed. Malcom J. Bosse, New York 1972.
- Mary de la Rivière Manleys The Secret History of Queen Zarah and the Zarazians. Ed. Malcom J. Bosse, New York 1972
- Jonathan Swift: A Tale of a Tub. The Battle of the Books. A discourse Concerning the Mechanical Operation of the Spirit. Ed. Malcom J. Bosse, New York 1972

## Verfilmungen
- Agent Trouble – Mord aus Versehen. (basierend auf dem Roman The Man Who Loved Zoos) 1987. Regie: Jean-Pierre Mocky, Darsteller: Catherine Deneuve, Richard Bohringer[10]
- Ordinary Magic (basierend auf der Novelle "Ganesh") 1993. Regie: Giles Walker, Darsteller: Ryan Reynolds[11][12]

## Rezension
Zu den von deutschen Religionspädagogen in der Regel gepriesenen Ganesh schrieb Rudolf Herfurtner 1982: „Malcolm J. Bosse bringt seine pädagogischen Absichten deutlich, gleichwohl unaufdringlich an den Leser. Dreierlei möchte der Professor für Literatur an der Universität New York vermitteln: Verständnis für ein fernes Land, die Prinzipien von Satyagraha, Gandhis gewaltlosem Widerstand, und eine sanfte Kritik am Verhalten amerikanischer Teenager. (...) ‚Ganesh‘ ist ein eher leises Buch, das seine Faszination über das präzis Atmosphärische erzeugt, bis schließlich im dritten Teil die äußere Spannung für Drive sorgt. Auch wenn einige Personen stark idealisiert sind, ist Ganesh eine gelungene Verschmelzung östlicher Philosophie und Lebensart mit Umweltkonflikten der westlichen Sphäre, erzählt als schlüssige Geschichte einer fesselnden Identifikationsfigur.“